# Чулей, Ливиу
Ли́виу Чуле́й (рум. Liviu Ciulei; 7 июля 1923, Бухарест, Румыния — 25 октября 2011, Мюнхен, Германия) — румынский режиссёр театра и кино, художник и актёр.

## Биография
В 1946 году окончил Консерваторию драматического искусства, а в 1949 году — Институт архитектуры. С 1946 года работал театральным художником и режиссёром. С 1961 по 1972 год — главный режиссёр и директор Театра имени Стурдзы Буландры .
Похоронен на кладбище Беллу.

## Избранная фильмография

### Режиссёр
- 1958 — Извержение / Eruptia
- 1959 — Волны Дуная / Valurile Dunarii (в советском прокате «Пылающая река»)
- 1964 — Лес повешенных / Padurea spânzuratilor (по Ливиу Ребряну)
- 1977 — Потерянное письмо / O scrisoare pierduta (ТВ)

### Художник
- 1953 — Митря Кокор / Mitrea Cocor (в советском прокате «Мечта сбылась»)
- 1953 — Внуки горниста / Nepotii gornistului
- 1954 — Солнце восходит / Rasare soarele
- 1970 — Сотворение мира / Facerea lumii
- 1977 — Потерянное письмо / O scrisoare pierduta (ТВ)

### Актёр
- 1950 — У нас в селе / In sat la noi
- 1953 — Внуки горниста / Nepotii gornistului
- 1955 — Тревога в горах / Alarma in munti
- 1959 — Волны Дуная / Valurile Dunarii — Михай
- 1960 — Солдаты в гражданской одежде / Soldati fara uniforma
- 1962 — В небе нет решёток / Cerul n-are gratii
- 1964 — Лес повешенных / Padurea spânzuratilor — Клапка
- 1970 — Сотворение мира / Facerea lumii — Manicatide
- 1971 — Взлёт / Decolarea — старый пилот Баркан
- 1972 — Любовь начнется в пятницу / Dragostea începe vineri
- 1973 — Туман / Ceață
- 1973 — Димитрий Кантемир / Cantemir
- 1975 — Мастодонт / Mastodontul
- 1975 — Румынский мушкетёр / Muschetarul român — Лейбниц
- 1978 — Фаланстер / Falansterul

## Награды
- 1958 — Заслуженный артист РНР
- 1960 — Главный приз Кинофестиваля в Карловых Варах («Волны Дуная»)
- 1964 — Орден Труда II степени
- 1965 — приз Лучший режиссёр на 18-м Каннском кинофестивале («Лес повешенных»)
- 1967 — Орден «За заслуги перед культурой»[рум.] II класса
- 1971 — Орден «За заслуги перед культурой»[рум.] I класса
- 1998 — Почётный гражданин Бухареста[2]
- 2000 — Великий офицер ордена Звезды Румынии[3]